# Simulium claricentrum
Simulium claricentrum är en tvåvingeart som beskrevs av Adler 1990. Simulium claricentrum ingår i släktet Simulium och familjen knott.
Artens utbredningsområde är Pennsylvania. Inga underarter finns listade i Catalogue of Life.